# NGC 3319
NGC 3319 é uma galáxia espiral barrada (SBc) localizada na direcção da constelação de Ursa Major. Possui uma declinação de +41° 41' 14" e uma ascensão recta de 10 horas, 39 minutos e 09,6 segundos.
A galáxia NGC 3319 foi descoberta em 3 de Fevereiro de 1788 por William Herschel.